# Parmenonta insularis
Parmenonta insularis är en skalbaggsart som beskrevs av Fisher 1930. Parmenonta insularis ingår i släktet Parmenonta och familjen långhorningar.
Artens utbredningsområde är Kuba. Inga underarter finns listade i Catalogue of Life.